# (164) Eva
(164) Eva es un asteroide que forma parte del cinturón de asteroides y fue descubierto por Paul Pierre Henry el 12 de julio de 1876 desde el observatorio de París, Francia. Se desconoce la razón del nombre.

## Características orbitales
Eva está situado a una distancia media de 2,635 ua del Sol, pudiendo alejarse hasta 3,543 ua y acercarse hasta 1,727 ua. Su inclinación orbital es 24,46° y la excentricidad 0,3447. Emplea 1562 días en completar una órbita alrededor del Sol.